# Tweede Kamerverkiezingen 1986/Kandidatenlijst/Centrumdemocraten
Dit is de kandidatenlijst voor de Tweede Kamerverkiezingen 1986 van de Centrumdemocraten. De partij deed mee in alle kieskringen, behalve kieskring 18 (Maastricht). In kieskring 2 (Tilburg) waren alleen de eerste vijf kandidaten verkiesbaar.

## De lijst
1. Hans Janmaat, ’s-Gravenhage - 11.311 stemmen
2. Wil Schuurman, Ouder-Amstel - 204
3. Henry Brookman, Amsterdam - 181
4. Cor Zwalve, ’s-Gravenhage - 22
5. Wim Bruyn, Amsterdam - 82
6. Roelof Coenraad (Roel) Sangster, ’s-Gravenhage - 36
7. Ruud Snijders, ’s-Gravenhage - 35
8. J.C.A. Heeren, Ouder-Amstel - 17
9. Frans Schoenmakers, Vlissingen - 21
10. J. Zuur, Winschoten - 25
11. J. Wals, Rotterdam - 6
12. M.L. Brookman, Rotterdam - 32
13. A.R. den Drijver, Ouder-Amstel - 41
14. W.H. Blonk, Amsterdam - 12
15. J. Bremmer, Delft - 24
16. H.C Scholte, Amsterdam - 33
17. J.C. Meijer, Ouder-Amstel - 9
18. J.J.W.M. Donders, Rotterdam - 23
19. John de Keijne, Leeuwarden - 29
20. Ed Renirie, Rotterdam - 19
21. E. Stienstra, Tilburg - 10
22. W. Bontrop, Utrecht - 32
23. G. Selhorst, Maarssen - 8
24. H.K. Bodde, Amsterdam - 14
25. W.M.A. den Teuling, Rotterdam - 18
26. C.H. van der Steen, Vlissingen - 33

PvdA · CDA · VVD · D66 · PSP · SGP · CPN · PPR · RPF · GPV · EVP · AR'85 · Centrumdemocraten · Federatieve Groenen · VCN · Centrumpartij · PGI · SP · Partij voor Ambtenaren en Trendvolgers · Lijst 19 (kieskring 9) · God Met Ons · Partij voor de Middengroepen · Loesje · Humanistische Partij · SAP · Partij Algemeen Belang · Lijst 27
1986 · 1989 · 1994 · 1998